# Forteresse d'Azov
La Forteresse d'Azov (en russe : Азовская крепость) est un complexe fortifié situé à Azov, dans l'oblast de Rostov, en Russie, surplombant le fleuve Don et le port d'Azov au nord. Il comprend un rempart, des tours de guet et des portes. La forteresse d'Azov (anciennement connue sous le nom de forteresse d'Azak) est fondée par les Turcs au nom de l'Empire ottoman en 1475. Il garde les approches nord de l'Empire et l'accès à la mer d'Azov. Après une série de conflits, un traité de paix est signé à Constantinople le 13 juillet 1700 entre le tsarat de Russie et l'Empire ottoman. Le sultan ottoman reconnait la possession russe sur la région d'Azov.

## Histoire

### Origine
Le site était occupé par des colonies vénitiennes et génoises avant la seconde moitié du XVe siècle. Une ville nommée Tanaïs servait de point de transit majeur pour le trafic entre l'Ouest et l'Est.
Tanaïs est devenue partie intégrante de l'Empire ottoman en 1471.
Les Ottomans y fondent une énorme forteresse. Il s'agit d'un mur de pierre avec 11 tours autour d'une colline.
Le faubourg est séparé de la forteresse par des douves et des remparts. La garnison de la forteresse était armée de 200 canons.

### Période cosaque

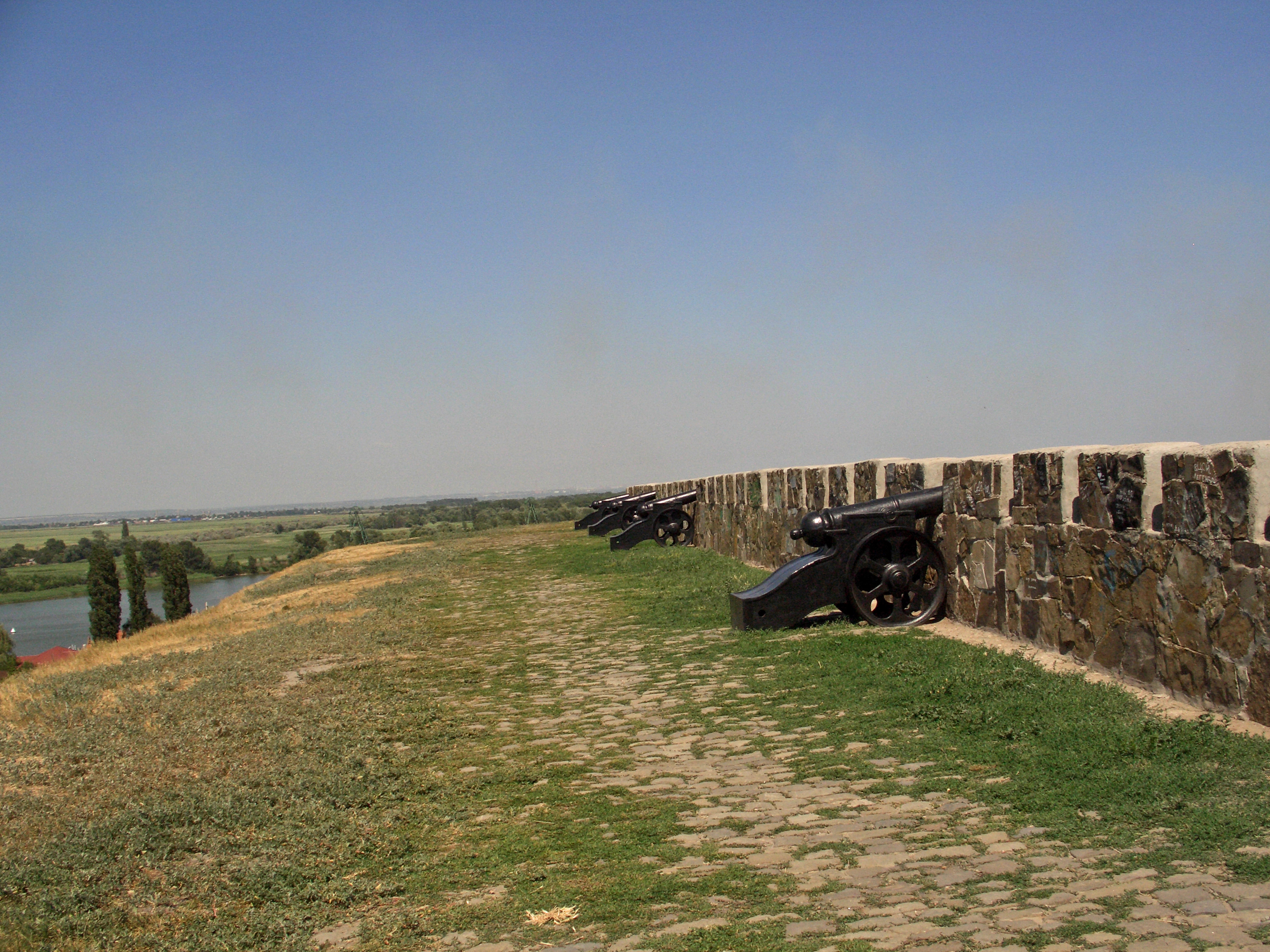
Le rempart

Les Cosaques zaporogues et ceux du Don prennent d'assaut la forteresse en juin 1637. La cavalerie cosaque, forte de 400 cavaliers, défendait la forteresse du côté de la steppe. L'armée turque tente de reprendre Azov en 1641. La forteresse subit des bombardements qui réduisent une grande partie de la forteresse en ruines. Les Turcs utilisent entre 700 et 1 000 obus par jour.
Seules trois tours sur 11 ne sont pas détruites. Les forces de l'Empire ottoman prennent d'assaut la forteresse, mais subissent de lourdes pertes et battent en retraite. Les forces de l'Empire ottoman organisent une attaque massive contre la forteresse. L'armée turque, en infériorité numérique, force les Cosaques à se replier vers la forteresse. Le siège d'Azov prend fin en raison d'un lourd bilan (20 à 70 000 blessés ou tués en trois mois) et de problèmes de soutien de l'armée turque et d'approvisionnement en provisions.

### Période russe

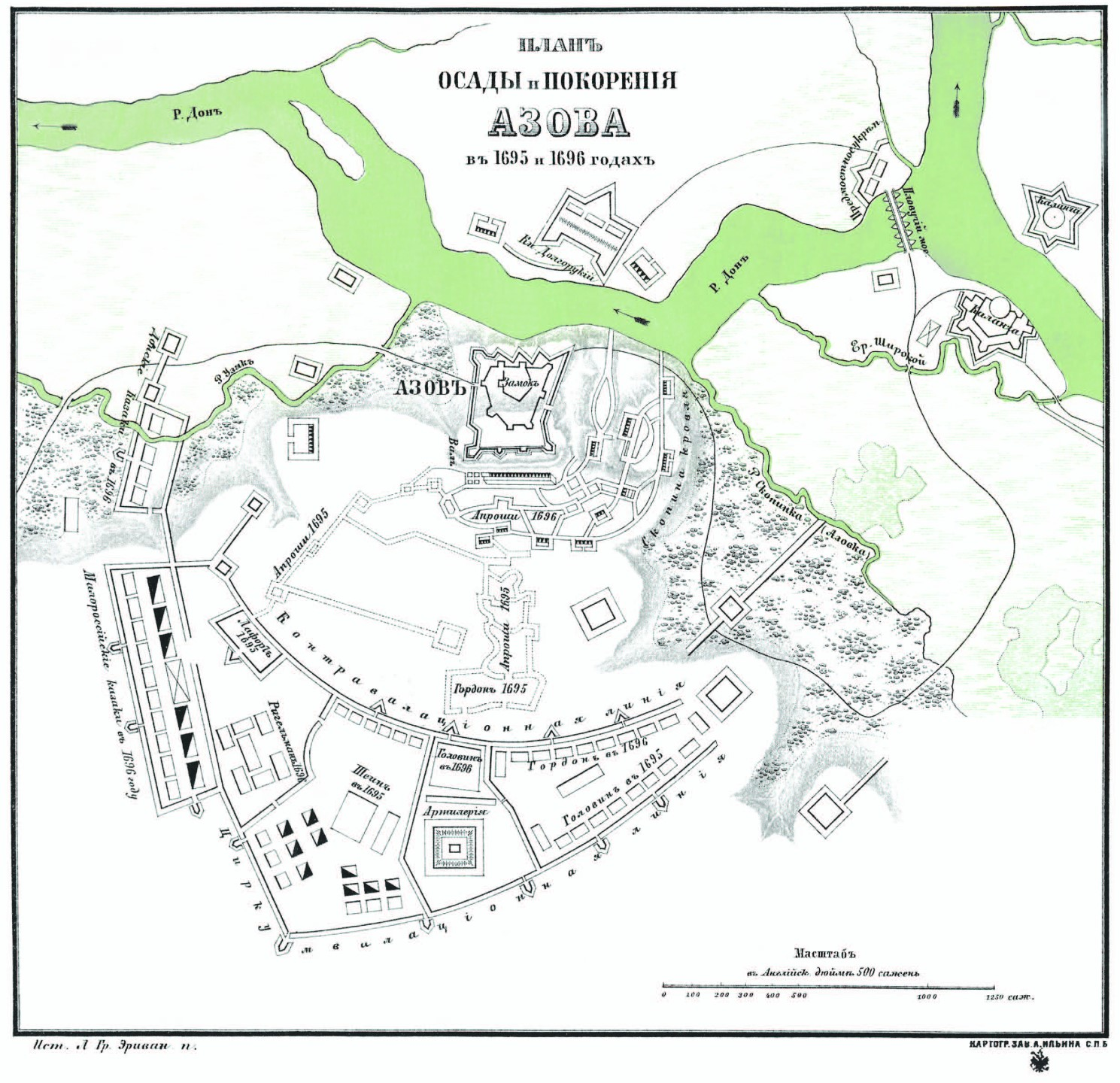
Campagnes d'Azov de 1695-1696

Pierre le Grand dirige les campagnes d'Azov de 1695 à 1696. L'expédition militaire avance sur terre et sur les eaux (les rivières Voronej, Volga et Don).
La première entreprise de prise d'assaut de la forteresse sous le commandement de l'amiral général Franz Lefort est tentée le 5 août 1695. C'est un échec : l'armée russe ne réussit qu'à occuper les tours de guet. Le nombre de soldats russes blessés et morts lors de l'assaut dépasse les 1 500<assaut.
Le deuxième assaut de la forteresse est entrepris le 25 septembre. Le régiment Préobrajenski et le régiment Semionovski dirigés par Fiodor Apraxine occupent la plupart des fortifications et rentrent dans la ville. Cependant, les Turcs ont le temps de se regrouper et l'avancée d'Apraxine est stoppée sans le soutien d'autres unités de l'armée. Le siège doit être levé le 2 octobre.
La deuxième campagne d'Azov a lieu en juillet 1696. Après une longue période de bombardements, la garnison de la forteresse est contrainte de se rendre le 19 juillet. En 1700, en signant le traité de Constantinople, l'Empire ottoman réaffirme la reconnaissance de la possession russe de la forteresse d'Azov. En revanche, le traité du Pruth de 1711 stipult le retour d'Azov à l'Empire ottoman. Le tsarat de Russie est contraint de signer le traité en raison de la situation difficile de son armée sur les rives de la rivière Prout à la fin de la guerre russo-turque de 1710-1711.

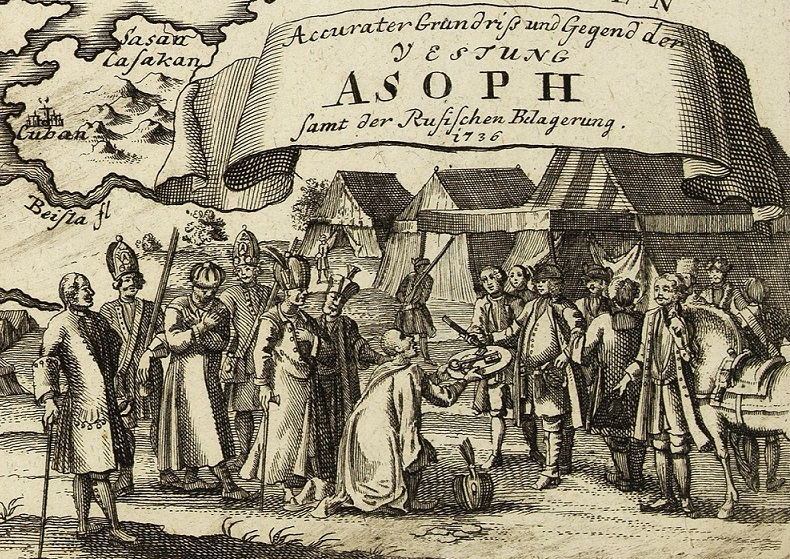
La reddition d'Azov en 1736

L'armée du Don (28 000 hommes), placée sous le commandement du commandant impérial Peter Lacy, assiège la forteresse en 1736. Les forces russes ouvrent des tirs d'artillerie continus sur la forteresse le 11 juin. Lacy donne l'ordre de commencer l'assaut dans la nuit du 28 au 29 juin. Au cours de la bataille, l’armée russe rencontre une résistance inattendue. Les pertes russes totales dans la bataille pour la forteresse d'Azov s'élèvent à 7 tués et 38 blessés. Après l'attaque nocturne, Azov Pacha Mustafa Agi est invité à rendre la forteresse aux Russes. Selon les termes du traité de Belgrade, la ville devient partie intégrante de l'Empire russe.